# Blek kantarell
Blek kantarell (Cantharellus pallens) är en ätlig svamp. Den trivs med ädellövträd, hassel och björk i näringsrik mark. Den är kalkgynnad och kan därför växa på samma ställen där bland annat blåsippor finns.  
Den förekommer sällan norr om  Dalälven eftersom den oftast bildar mykorrhiza med ek. De första vanliga gula kantarellerna kan vid gynnsam väderlek komma så tidigt som sent i juni och i juli, och det gäller även blek kantarell. Men där den gula kantarellen förekommer fram till oktober, hittas den bleka endast fram till sommarens slut i augusti. På grund av sitt tidiga uppdykande har namnet "sommarkantarell" ibland använts på denna svamp.